# Не я
«Не я»  (англ. Not I) — короткий драматический монолог, написанный Сэмюэлем Беккетом за 12 дней (с 20 марта по 1 апреля) 1972 года, премьера которого состоялась 22 ноября 1972 года на "Фестивале Сэмюэля Беккета" в Репертуарном театре Линкольн-центра в Нью-Йорке.

## Содержание
Действие «Не я» происходит в абсолютно чёрном пространстве, освещённом только одним пучком света. Этот узкий пучок освещает только рот актрисы. Это освященное пятно должно находиться примерно в восьми футах (1 метр 80 см) над сценой. Всё остальное кроме рта погружено в абсолютную темноту, однако, в ранних постановках, оставалась тускло освещённой тёмная фигура Слушателя, который делает четыре всё более слабых движения «беспомощного сострадания» во время коротких перерывов в монологе, когда Рот, кажется, прислушивается к некоему внутреннему голосу, неслышимому зрителям.
Рот произносит беспорядочные фразы в бешеном темпе. Из них подспудно следует история жизни, примерно, семидесятилетней  женщины: от неё, недоношенной,  отказались родители, она выросла без любви, существовала чисто механически, она, по-видимому, перенесла некий не названный травматический опыт. Женщина была практически немой с самого детства, за исключением редких проблесков, один из которых и является тем самым текстом, что мы слышим. Из текста можно было бы сделать вывод, что женщину изнасиловали, но на прямо заданный об этом вопрос Беккет ответил очень чётко: «Как вы могли подумать о таком?! Нет, нет, совсем нет — это было совсем не так». Кажется более вероятным, что с ней случился какой-то срыв, возможно даже смерть, «бродя по полю… бесцельно высматривая первоцветы».
Женщина сбивчиво и неполно рассказывает о четырёх случаях из своей жизни: как лежала лицом вниз в траве, стояла в супермаркете, сидела на «кургане в Крокерс-Акре» (это реальное место в Ирландии около ипподрома в Лепардстауне) и «то время в суде», каждому из рассказов предшествует повторение подавленного воспоминания о первой «сцене». Хотя мы точно не знаем, что случилось с ней на том поле в апреле, но именно это происшествие побудило её начать говорить.
Её первой реакцией на парализующее событие было предположение, что её наказывает Бог, но она обнаружила, что не страдает; она не чувствует боли, как и в жизни не чувствовала удовольствия. Она не может понять, за что ее могут наказать, но признает, что Богу не нужна «особая причина» для того, что он делает. Она думает, что ей есть в чем признаться, и верит, что если она будет достаточно долго размышлять о событиях своей жизни, то это откроется ей. В дополнение к постоянному гудению в ее черепе теперь ее мучает свет различной интенсивности; эти два явления кажутся связанными.
Название происходит от неоднократного отрицания персонажем того, что события, которые она описывает или на которые намекает, произошли с ней.

## Рот
Беккет всегда хотел, чтобы Билли Уайтлоу, с которой он работал над «Пьесой», играла главную роль в премьере «Не я». "Но в конце концов, больше из дружбы, чем из-за каких-либо задержек в Лондоне, он предоставил <бродвейскому режиссёру> Алану Шнайдеру возможность поставить эту пьесу первым" с Джессикой Тэнди в главной роли. Тэнди даже летала во Францию, чтобы обсудить текст с Беккетом. Однако последующая постановка с Уайтлоу считается лучшей из-за активного участия и наставничества со стороны автора.
«Я знал эту женщину в Ирландии», — сказал Беккет, — «я знал, кто она — не «она» конкретно, одна-единственная женщина, но было так много таких старух, шатающихся по переулкам или у канав вдоль изгородей». При этом Беккет не требовал, чтобы роль была произнесена с ирландским акцентом, это была его единственная уступка Уайтлоу при её обучении. Шнайдер задал Беккету целых десять вопросов, что говорило о том  замешательстве, в котором этот режиссёр пребывал. Беккет ответил: «Большего я не знаю, где она находится или почему она такая, чем она занимается? Всё, что я знаю, уже есть в тексте. «Она» — это чисто сценическая сущность, часть сценического образа и поставщик сценического текста. Остальное — Ибсен".
Объективность и смысл, похоже, были второстепенными в характере произведения. Как Беккет дал понять Тэнди, он надеялся, что произведение «будет действовать на нервы аудитории, а не на ее интеллект». Беккет объяснял Тэнди, что  рот надо считать «органом эмиссии, без интеллекта» и «во время репетиций [с Уайтлоу] он говорил: "Слишком много цвета, слишком много цвета", что она правильно понимала как "Ради Бога, не играй".
Визуальный образ рта, согласно письму Беккета, датированному 30 апреля 1974 года, было подсказан Караваджо Усекновение главы Святого Иоанна Крестителя в соборе Валлетты.

## Слушатель
Опубликованные сценические ремарки также требуют участия персонажа неопределенного пола, именуемого «Слушатель» (обычно его играет мужчина), который носит черную мантию и смутно виден на сцене слева. Когда Беккет начал заниматься постановкой пьесы, он обнаружил, что не может поместить Слушателя в сценическую позицию, которая ему нравится, и, следовательно, позволил исключить персонаж из этих постановок. Однако он решил, что удалять этот персонаж из опубликованного сценария, не следует, и, по-видимому, вопрос о том, будет ли персонаж использоваться в постановке, остается на усмотрение отдельных продюсеров. Как он писал двум американским режиссерам в 1986 году: «Его очень трудно ставить (свет — позиция), и он может принести больше вреда, чем пользы. Для меня пьеса нуждается в нем, но я могу обойтись без него. Я никогда не видел, чтобы он действовал эффективно». В парижской постановке 1978 года он восстановил этот персонаж, но с тех пор отказался от образа, заключив, как он однажды сказал, что это, возможно, «ошибка творческого воображения».
Было высказано предположение, что образ Слушателя был вдохновлен образом одетого в джеллабу «внимательного слушателя», увиденного из кафе в Тунисе; Беккет был в Марокко в течение месяца с февраля по март 1972 года. Джеймс Ноулсон предполагает, что эта «фигура слилась с острыми воспоминаниями [Беккета] о картине Караваджо», упомянутой выше. На этой картине «слева от Саломеи стоит старая женщина. Она с ужасом наблюдает за обезглавливанием, закрывая уши, а не глаза» жест, который Беккет добавил в парижской постановке 1978 года.
Когда Шнайдер спросил Беккета, является ли Слушатель Смертью или ангелом-хранителем, Беккет пожал плечами, поднял руки и позволил им упасть по бокам, оставив двусмысленность полностью нетронутой.

## Важные постановки

### 22 ноября 1972 г.
Форум-театр, Линкольн-центр, Нью-Йорк, режиссер Алан Шнайдер, с Джессикой Тэнди (Рот) и Хендерсоном Форсайтом (Слушателем): Предлагались различные даты для первого представления пьесы с сентября (цитируется в тексте Фабера) по декабрь 1972 г. В обзоре в Educational Theatre Journal, том 25, № 1 (март 1973 г.), стр. 102–104 указана дата 1 ноября. Однако указанная выше дата относится к Проклятым на славу (стр. 592) Джеймса Ноулсона, который был другом Беккета более двадцати лет и считается международным авторитетом в этом человеке. Это также дата, указанная в «The Faber Companion to Samuel Beckett».
Джессика Тэнди нашла опыт игры в «Не я» ужасающим. Сначала у нее были проблемы с запоминанием текста, и ей пришлось полагаться на Телесуфлёр прямо перед собой. Поскольку пьеса шла в кругу, её пришлось поместить в ящик, который можно было вкатывать на сцену и выкатывать со сцены. Внутри этого «устройства» она стояла, держась за два железных прута по обе стороны ящика. Она была одета в черное и носила капюшон, из-за чего чувствовала себя «старым английским палачом».. Сначала её голову удерживал ремень, но она сочла это невыносимым и ненужным и попросила снять его. У них также был спрятан оператор, чтобы сбросить фокус на рот, если он немного выходил из света. Кроме того, ее зубы были покрыты веществом, которое преувеличивало их яркость, а затем отполированы, чтобы привлечь блики.

### 16 января 1973 г.
Театр Royal Court, Лондон: Изначально Билли Уайтлоу хотела стоять на возвышении, но обнаружила, что это ей не подходит, поэтому она позволила привязать себя к стулу, который назывался «подставкой для художника», на котором киноактер в доспехах отдыхает, потому что он не может сидеть. Все ее тело было завернуто в черное; ее лицо было покрыто черной марлей с черной прозрачной накладкой для глаз, а ее голова была зажата между двумя кусками губчатой резины, чтобы ее рот оставался зафиксированным в центре внимания. Наконец, была установлена перекладина, за которую она могла держаться и на которую она могла направлять свое напряжение. Она не могла использовать визуальное пособие и поэтому запомнила текст.
"Уайтлоу описала суровое испытание, связанное с игрой в Мот, как она была полностью отрезана от других, высоко над сценой, зажата, закутана в черный капюшон, подвержена паническим атакам; после генеральной репетиции она на некоторое время была полностью дезориентирована. Однако этот сценический опыт стал казаться ей самым значимым. Она услышала в излияниях Мот свой собственный "внутренний крик": "Я нашла так много себя в Не я. Где-то там были мои внутренности под микроскопом".

### 17 апреля 1977 г.
BBC2, The Lively Arts: Shades, Three Plays by Samuel Beckett: Возможно, окончательное исполнение пьесы, хотя и в совершенно иной среде, чем изначально предполагалось. «Не я» сама по себе была повторно показана 7 февраля 1990 г. База данных Британского института кино говорит, что этот фильм о представлении в театре Royal Court 1973 г., указанном выше, но, похоже, на самом деле он был снят 13 февраля 1975 года с Билли Уайтлоу, исполняющей эту роль. В этой постановке "слушатель" отсутствует, и камера остается зафиксированной на рту актриссы, всё остальное затемнено гримом.

### 11 апреля 1978 г.
Театр д'Орсэ, Париж: В то время как во французской премьере (8 апреля 1975 г.) Беккет позволил отказаться от роли аудитора, в последующем исполнении он восстановил эту позицию и придал ей большую значимость, освещая ее сверху, но только в те моменты, когда Рот отказывается от первого лица единственного числа. Помимо того, что он закрыл голову руками в конце, Беккет также добавил «жест обвинения» во французскую версию. И в этом исполнении 1975 года была занята Мадлен Рено.

### 27 февраля 1993 г.
Исполнение Триши Келли, режиссер Кэти Денфорд, в West Yorkshire Playhouse.

### Февраль 2000 г.
Beckett on Film, Shepperton Studios: Эта экранизированная постановка, режиссером которой был Нил Джордан, начинается иначе, чем версия BBC, тем, что зритель видит, как Джулианна Мур появляется в кадре, садится, а затем свет попадает ей в рот. Благодаря этому зрители понимают, что главную героиню играет молодая женщина, а не «старая карга».

### 9 апреля 2006 г.
Вечер Беккета, BBC Radio 3: В ознаменование столетия со дня рождения Беккета BBC выпустила ряд радиопрограмм, включая запись «Не я» в исполнении Джульет Стивенсон, которая играла эту роль на сцене. Несмотря на отсутствие визуальных эффектов, ее выступление получило благоприятные отзывы. Примечательно, что она решила говорить с акцентом.

### 2005 и далее
Исполнено Лизой Дван, впервые в лондонском Battersea Arts Centre в 2005 году. Дван дала интервью Билли Уайтлоу в рамках празднования памяти Беккета на BBC Radio 3.
Дван снова исполнила произведение в июле 2009 года в Саутбэнк Центре в Лондоне за девять минут и пятьдесят секунд; обычно он длится от двенадцати до пятнадцати минут. С тех пор представление гастролировало по всему миру, получая превосходные отзывы.

## Оценки
В 1998 году Дэвид Бенедикт из The Independent утверждал, что «Не я» — это «более тонкое, более драматически утончённое» произведение, чем "В ожидании Годо" (1953). Он назвал его «пронзительно прекрасным изображением человечества устами женщины. По-настоящему незабываемое произведение драматического письма».

## Связанные тексты

### "Килкул"
28 августа 1963 года, вскоре после завершения работы над "Фильмом", Беккет начал работать над новым блокнотом, в который вошли несколько записей. К рукописи под названием "Килкул" отностятся четыре отдельных наброска, которые Стэн Гонтарски описывает как "эпизоды". Анализ рукописи, проведенный Розмари Пунтей и Стэном Гонтарски, предполагает, что "Килкул" является ранним предшественником того, что позже стало визуальными и текстовыми темами "Не я". В ранних черновиках женский голос описывает переезд в Килкул. Отец Беккета когда-то снимал дом в Килкуле, в небольшой деревне среди болот в ирландском графстве Уиклоу. Первый план описывает монолог, произнесенный женщиной (видно только лицо), которая потеряла обоих родителей и переехала в Килкул, чтобы жить с «овдовевшей бездетной тётей». Сценические планы определяют «лицо женщины в постоянном свете. Ничего, кроме фиксированного освещенного лица и речи» на протяжении всех четырех планов. В более поздних черновиках Беккет устранил почти все натуралистические детали, чтобы сосредоточиться на более абстрактных повествовательных темах, таких как память, навязчивая речь и смерть.

### "Безымянный"
Отвечая на дальнейшие вопросы об источниках «Не я», Беккет отсылал спрашивающих к своему собственному роману Безымянный с его крикливым голосом, жаждущим тишины, цикличным повествованием и беспокойством об избегании местоимения первого лица: «Я больше никогда не скажу я». Вивиан Мерсье в своей книге Беккет/Беккет заходит так далеко, что предполагает, что, если отбросить вопрос пола героя, «Не я» фактически является драматизацией «Безымянного».

### "That Time"
8 июня 1973 года Беккет начал представлять себе пьесу, которая стала That Time, которую он позже назвал «братом «Не я». Эта пьеса также чем-то обязана рукописи Килкула. В ней Беккет возвращается к образу человеческой головы — на этот раз старика — освещенной в темноте и аттакованной со всех сторон тремя голосами — все его собственные — но из его прошлого. В какой-то момент голос, обозначенный как "C", говорит: «ты когда-нибудь в своей жизни говорил себе «я»?»

## Комментарии
1. ↑  Часто предлагаемый[кем?] перевод названия "Play", как "Игра" ошибочен[4]. Эта вещь была написана где-то между 1962 и 1963 годами и впервые поставлена на немецком языке в театре в городе Ульм-Донау под названием "Spiel" (что значит "Пьеса"). Таким образом, перевод названия "Пьеса" единственно возможный.

## Внешние ссылки
- Image of Julianne Moore
- BFI database entry: The Lively Arts: Shades
- Not I (video), starring and introduced by Billie Whitelaw